# Národní srovnávací zkoušky
Národní srovnávací zkoušky (NSZ) jsou certifikované zkoušky, které připravuje, organizuje, vyhodnocuje a jejich výsledky distribuuje soukromá společnost Scio. NSZ nahrazují nebo doplňují přijímací zkoušky na některých vysokých školách v České republice i na Slovensku.
NSZ se skládají z několika předmětů, resp. samostatných testových zkoušek. Je pak na samotné fakultě, který typ NSZ po uchazečích vyžaduje. V drtivé většině případů se uplatňují testy obecných studijních předpokladů (OSP). Scio testy OSP se od roku 2017 skládají ze dvou oddílů – verbálního a analytického. Slovenskou variantou OSP jsou Všeobecné študijné predpoklady. Dalšími využívanými testy jsou NSZ z matematiky, chemie, biologie, základů společenských věd a cizího jazyka (angličtina, němčina, španělština). Navazující magisterský obor Evropská studia se zaměřením na evropské právo PF UPOL vyžaduje zkoušku ze ZSV pro navazující magisterské studium. Obsah testů se tvoří v součinnosti s fakultami, které testy používají.
NSZ probíhají šestkrát do roka paralelně na několika místech v Česku a také na Slovensku. Účastník se na danou zkoušku přihlašuje sám a může ji absolvovat několikrát, přičemž se započítává pouze nejlepší výsledek, s nímž má uchazeč možnost dostat se na desítky vysokých škol. Výsledek zkoušky každého účastníka se uvádí jako harmonizovaný percentil. Lze jej proto komponovat mezi další kritéria pro přijetí, např. mezi další interní zkoušky fakulty, případně další informace o uchazeči.

## Percentil[1]
Skóre dosažené v testu se převádí na percentil, který uvádí, kolik řešitelů dosáhlo horšího skóre. (Tedy při percentilu 70 byl řešitel úspěšnější než 70 % ostatních řešitelů.) Více lidí může dosáhnout stejné hodnoty percentilu. Právě podle výsledného percentilu se řídí fakulty při přijímání ke studiu, přičemž percentil stanovený pro přijetí v jednom konkrétním akademickém roce se může lišit od percentilu stanoveného v jiných letech.

## Harmonizovaný percentil[2]
Tvůrci se samozřejmě snaží, aby se od sebe jednotlivé varianty testů nelišily obtížností – toho ale nelze dosáhnout stoprocentně, proto se percentil z jednotlivých variant testů OSP a VŠP (testy s největším počtem variant) převádí na tzv. harmonizovaný percentil.
Ještě před konáním prvního termínu se stanoví referenční škála pomocí panelového testování. Bloky úloh z panelového testování jsou pak součástí běžných testů a pomocí těchto úloh lze porovnat výsledky řešitele s výsledky z panelového testování, tím pádem potažmo s řešiteli napříč jednotlivými termíny. Stejně jako klasický percentil je harmonizovaný percentil počítán pro oba oddíly testu OSP/VŠP zvlášť.

## Rozdílné váhy
U některých přijímacích řízení se v rámci percentilů uplatňuje rozdílná váha jednotlivých testů, popřípadě verbálního a analytického oddílu v rámci testu OSP/VŠP. Přepočet do jednoho výsledku probíhá stejně jako například výpočet konečné známky z několika známek s různou váhou – percentil z každého testu/oddílu je vynásoben svou váhou a ty jsou pak sečteny. Tento součet pak tvoří konečný výsledek uchazeče o studium a ten je porovnáván s ostatními uchazeči.

### Příklad tří studijních programů[3]
| Univerzita             | Fakulta                | Program             | Typ testu           | Poměr |
| Univerzita Karlova     | Fakulta sociálních věd | Ekonomie a finance  | OSP, matematika     | OSP: 0,4 Matematika: 0,6                                                                                              |
|                        |                        | Komunikační studia  | OSP, anglický jazyk | OSP: 0,7 Anglický jazyk: 0,3                                                                                          |
| Západočeská univerzita | Právnická fakulta      | Právo a právní věda | OSP, ZSV            | OSP Verbální oddíl: 0,6 Analytický oddíl: 0,4 ZSV Člověk a společnost: 0,3 Stát a právo: 0,5 Hospodářství a svět: 0,2 |

## Test obecných studijních předpokladů (OSP)[4]
Na rozdíl od ostatních typů testů v rámci Národních srovnávacích zkoušek test obecných studijních předpokladů není znalostní, nevychází ze středoškolských učebních osnov. Testovanou veličinou zde není znalost konkrétního oboru, nýbrž obecná schopnost zvládnout studium na vysoké škole, proto je test OSP (či jeho slovenská varianta VŠP) zdaleka nejvyužívanějším typem NSZ napříč vysokými školami. Dají se ovšem vést debaty o tom, zdali jeden univerzální test studijních předpokladů dokáže spolehlivě určit schopnosti potřebné pro tak široké rozpětí oborů.
Test OSP se skládá ze dvou oddílů, verbálního a analytického. Na oba je přesně stanovený čas (35 minut pro verbální a 50 minut pro analytický oddíl), každý z nich obsahuje 33 úloh a nelze mezi nimi přeskakovat. Za správnou odpověď řešitel získá bod, za špatnou část bodu ztrácí (jak velkou část řešitel ztrácí se různí podle typu otázky). Skóre se pohybuje v intervalu od -17,9 bodu do 66 bodů. Oddíly jsou hodnoceny zvlášť, každý jiným percentilem, často jejich percentily mají i rozdílnou váhu. Všechny fakulty, které přijímají na základě výsledků Národních srovnávacích zkoušek do přijímacího řízení zařazují i testy obecných studijních předpokladů (drtivá většina z nich akceptuje i jejich slovenský ekvivalent VŠP), výjimkou jsou pouze tři fakulty tří různých vysokých škol.

### Typy úloh
Verbální oddíl sestává z 33 uzavřených úloh, odpověď testovaný vybírá z pěti možností, z nichž má označit právě jednu (jedinou správnou, jednu nejpřesnější či jednu nesprávnou). Některé z úloh mají dvě podotázky (například vybírání synonyma a zároveň antonyma). Úkoly se zaměřují na správné použití slov, a především na porozumění textu.
Oddíl analytický obsahuje rovněž 33 uzavřených úloh, ve kterých řešitel z pěti možností vybírá buď jedinou správnou odpověď, nejpřesnější odpověď, popřípadě jednu nesprávnou. Testovaný prokazuje, že umí číst v tabulkách a grafech, že vládne základními matematickými dovednostmi a že dokáže logicky uvažovat o výrocích a situacích.

### Skóre (příklad šesti termínů)[6]
|                          | 7. 12. 2019 A | 7. 12. 2019 B | 8. 2. 2020 A | 8. 2. 2020 B | 7. 3. 2020 A | 7. 3. 2020 B | Analýza                  |
| Počet řešitelů           | 1 768         | 1 758         | 2 646        | 2 584        | 2 922        | 2 859        | Celkem = 14 537          |
| Průměrná vynechanost     | 18,2 %        | 18,4 %        | 17,5 %       | 17,6 %       | 19,2 %       | 17,7 %       | Průměr = 18,1 %          |
| Maximální dosažené skóre | 63,4          | 64,8          | 62,2         | 62,3         | 65           | 63,4         | Maximální hodnota = 65   |
| Minimální dosažené skóre | -0,3          | -3,2          | -3,4         | -4,1         | -4,6         | -3,4         | Minimální hodnota = -4,6 |
| Průměrné dosažené skóre  | 29,8          | 28            | 28,5         | 28,1         | 27,9         | 28,5         | Průměr = 28,47           |

Z tabulky vyplývá, že řešitelé v průměru vynechali 18,1 % otázek, tedy po zaokrouhlení 12 otázek. Nikomu se ve sledovaných šesti termínech testu nepodařilo dosáhnout maximálního skóre, a naopak vždy bylo dosaženo i minusových hodnot. Bohužel opět neznáme četnost výskytu jednotlivých skóre.

## Matematika[7]
Test z matematiky klasicky vychází z gymnaziálních osnov tohoto předmětu. Testovaní mohou využít pouze přehled základních vzorců, který je součástí zadání, všechny ostatní pomůcky (kalkulačky, tabulky apod.) jsou zakázány – podle zadavatelů testu nejsou nutné. Časový limit testu je 90 minut, během nichž je potřeba vypracovat 30 úloh. Úlohy se dotýkají širokého spektra matematických znalostí a dovedností, od funkcí a rovnic přes geometrii po statistiku a pravděpodobnost. Stejně jako u ostatních testů se jedná o test srovnávací čili pro dobrý výsledek není nutné odpovědět na všechny otázky. Každá úloha má pouze jednu správnou odpověď – za správnou odpověď testovaný získá jeden bod, za špatnou 0,25 ztrácí, tj. získané skóre se pohybuje v intervalu od -7,25 do 30. V České republice výsledek z Národních srovnávacích zkoušek z matematiky v přijímacím řízení využívá šestnáct fakult napříč osmi vysokými školami, většinou v kombinaci s testem obecných studijních předpokladů.

### Typy úloh
Úlohy jsou uzavřené, na výběr je z pěti a možností a vždy existuje pouze jedna správná odpověď. V případě testu z matematiky se jedná o početní příklady, slovní úlohy či výrokovou logiku, nenajdeme zde například konstrukční úlohy (pravděpodobně kvůli jejich složitějšímu vyhodnocování, potažmo nemožnosti vyhodnocovat je skenerem). Obecně řečeno platí, že test začíná snazšími úlohami (zaměřujícími se na základní matematické vzorce a výrazy či na nižší úrovně matematického myšlení) a na končí úlohami složitějšími, například z oblasti analytické geometrie.

### Skóre (příklad čtyř termínů)[8]
|                          | 8. 3. 2019 | 30. 3. 2019 | 8. 2. 2020 | 7. 3. 2020 | Průměr                   |
| Počet řešitelů           | 1 013      | 825         | 1 044      | 962        | Celkem = 3 844           |
| Průměrná vynechanost     | 22,2 %     | 19,1 %      | 22,1 %     | 24,6 %     | Průměr = 22,2 %          |
| Maximální dosažené skóre | 30         | 30          | 28,8       | 28         | Maximální hodnota = 30   |
| Minimální dosažené skóre | -4,3       | -2,8        | -3         | -1,8       | Minimální hodnota = -4,3 |
| Průměrné dosažené skóre  | 12,6       | 5,7         | 11,1       | 11         | Průměr = 10,1            |

Z výše uvedené tabulky vidíme, že účastníci testů v průměru vynechávají zhruba pětinu otázek (po zaokrouhlení tedy sedm otázek). Zároveň víme, že není nemožné dosáhnout v testu z matematiky maximálního skóre, neboť se tak v prvních dvou termínech stalo (není ovšem známo, zdali se jednalo o izolované případy nebo více osob). Ve všech čtyřech případech se řešitelů dostali svým konečným skóre do minusu (opět nevíme, jak velké části celku se toto týká). Průměrné bodové skóre dosažené napříč všemi 3 844 testovanými je 10,1 bodu.

## Chemie[9]
Národní srovnávací zkouška z chemie svým tematickým obsahem vychází z gymnaziálního učiva. Při vyplňování testu smí řešitelé využít vlastní kalkulačky (ne ovšem kalkulačky na mobilním telefonu, tabletu či podobném zařízení). Test je třeba vypracovat v časovém limitu 40 minut a sestává ze třiceti úloh. Ty se týkají organické i anorganické chemie, potažmo i biochemie. Opět se jedná o test srovnávací čili o konečném přijetí ne nepřijetí na danou školu nerozhoduje přímo počet dosažených bodů. Vždy existuje pouze jedna správná odpověď, za tu řešitel získává jeden bod, za špatnou třetinu bodu ztrácí. Tím pádem lze získat skóre od -10 do 30 bodů. V České republice Národní srovnávací zkoušky z chemie do svého přijímacího řízení zařazují dvě fakulty dvou různých vysokých škol.

### Typy úloh
Úlohy jsou uzavřené, na výběr je vždy ze čtyř odpovědí, z nichž je pouze jedna správná. Spektrum otázek zahrnuje jak otázky teoretické, tak reakční rovnice či výpočty. Řešitelé mají označit jedinou správnou, jednu nejpřesnější či jednu nesprávnou odpověď. Na rozdíl například od testu NSZ z matematiky se nejeví, že by na začátek testu byly zařazeny jednodušší otázky a na konec otázky složitější, tvůrci testu obtížnost u jednotlivých úloh střídají.

### Skóre (příklad dvou termínů)[10]
|                          | 30. 3. 2019 | 1. 5. 2019 | Analýza                  |
| Počet řešitelů           | 176         | 242        | Celkem = 418             |
| Průměrná vynechanost     | 13,9 %      | 14,7 %     | Průměr = 14,3 %          |
| Maximální dosažené skóre | 28,7        | 27,7       | Maximální hodnota = 28,7 |
| Minimální dosažené skóre | -4,7        | -3,3       | Minimální hodnota = -4,7 |
| Průměrné dosažené skóre  | 11,5        | 12,6       | Průměr = 12,05 %         |

Z tabulky vidíme, že se žádnému z řešitelů nepodařilo dosáhnout maximálního možného počtu bodů, ačkoliv se někteří (bohužel neznáme jejich počet) přiblížili. Průměrně bylo v testu ponecháno bez odpovědi 14,3 % otázek čili čtyři otázky ze třiceti, zaokrouhlíme-li. Zároveň se opět blíže neznámému počtu řešitelů podařilo získat minusové skóre, přičemž nejnižší hodnota činila -4,7 bodu.

## Základy společenských věd[11]
Průřezový test vychází ze základů společenských věd v rozsahu vyučovaném na gymnáziích. Test se skládá z 60 otázek a je rozdělen do tří oddílů – Člověk a společnost, Stát a právo, Hospodářství a svět. Cílem testu je zkoumat celkový přehled v oborech psychologie, sociologie, filosofie, politologie, práva, ekonomie, evropské integrace a moderních dějin od roku 1848 do současnosti. Časový limit na řešení testu je 60 minut. Vzhledem k tomu, že se jedná o test srovnávací, není pro dosažení dobrého výsledku třeba odpovědět na všechny otázky. Polovina správně zodpovězených otázek je dostačující pro průměrný výsledek. Každá správná odpověď je ohodnocena jedním bodem, za špatnou odpověď se jeden bod strhává. U každé otázky je jen jedna správná odpověď. Získané skóre se pohybuje v intervalu od -20 do 60. V České republice jsou hned po OSP Národní srovnávací zkoušky ze základů společenských věd nejvyužívanější – v přijímacím řízení jich v přijímacím řízení využívá devět fakult napříč šesti vysokými školami. Ve většině případů je zkouška ze ZVS doplněna testem OSP.

### Typy úloh
Prvním oddílem je téma Člověk a společnost, kam spadají obory psychologie, sociologie a filosofie. Oddíl se skládá z 20 otázek ve formě uzavřených úloh, z nichž řešitel vybírá jednu správnou odpověď ze čtyř navrhovaných. Najdeme zde několik typů uzavřených úloh. Zaprvé jsou to úlohy typu „s jednou správnou odpovědí“, které jsou kladeny jasně, stručně a výstižně. Dále jsou to úlohy „s jednou nejpřesnější odpovědí“. V tomto případě je často využíváno modelové situace, podle níž má řešitel odhadnout nejvýstižnější definici dané situace či jevu; v některých úlohách má případně vybrat nejvhodnější slovo, které bylo v dané modelové situaci záměrně vynecháno. V případě tohoto typu úlohy je také někdy využíváno definice daného pojmu a řešitel má z navrhovaných možností vybrat, o který pojem se jedná. Nově byly do oblasti filosofie zařazeny i otázky zaměřené na práci s textem a jeho interpretaci. Opět je zde na výběr ze čtyř možností, z nichž je jen jedna možnost správná. Takovéto otázky necílí na podrobnou znalost dějin filosofie, nýbrž skutečně pouze na porozumění textu.
Druhý oddíl průřezového testu představuje Stát a právo. Koncept dalších 20 otázek typově odpovídá prvnímu oddílu, kde se opět opakuje schéma otázek „s jednou správnou odpovědí“ a „s jednou nejpřesnější odpovědí“. Přibývá zde ještě úloha typu „s jednou nesprávnou odpovědí“.
Poslední, třetí, oddíl 20 otázek se vztahuje k oblasti Hospodářství a svět. Opět se zde pracuje s identickým schématem úloh, navíc je zde v některých zadáních využita práce s tabulkou, grafem či karikaturou.

### Skóre (příklad tří termínů)[12]
|                          | 7. 12. 2019 | 8. 2. 2019 | 7. 3. 2020 | Analýza                   |
| Počet řešitelů           | 1 702       | 2 178      | 2 793      | Celkem = 6 673            |
| Průměrná vynechanost     | 17, 6 %     | 17,1 %     | 17,0 %     | Průměr = 17,23 %          |
| Maximální dosažené skóre | 57,3        | 57,7       | 53,7       | Maximální hodnota = 57, 7 |
| Minimální dosažené skóre | 1,0         | 0,7        | -2,7       | Minimální hodnota = -2, 7 |
| Průměrné dosažené skóre  | 23,6        | 25,6       | 25,0       | Průměr = 24,73            |

Z výše uvedené tabulky vidíme, že jsou průměrné výsledky NSZ ze ZSV na velmi dobré úrovni. Z maximálního možného skóre, které činí 60 bodů, bylo z uvedených třech termínů nejvíce dosaženo 57,7 bodů, což je velice dobrý výsledek. Bohužel nevíme, kolik řešitelů takového skóre dosáhlo, nicméně v ostatních dvou termínech se maximální dosažené skóre pohybovalo ve velmi podobných hodnotách. V případě minimálního skóre bylo dosaženo -2,7, přičemž minimální možné skóre činí -20. Průměrná vynechanost ze všech tří uvedených termínů činí 17,23 %. Průměrné skóre 6 673 řešitelů (součet všech třech termínů) činí 24,73 %, což je skóre pohybující se na hranici průměrného výsledku a horšího průměrného výsledku.

## Biologie[13]
Zkouška z biologie ověřuje znalosti v rozsahu výuky na gymnáziích a zaměřuje se na oblasti obecné biologie, biologie člověka, botaniky, zoologie, genetiky a ekologie. Test je sestaven ze 40 otázek, časový limit testu činí 40 minut. Uzavřené úlohy nabízejí čtyři možnosti, z nichž je pouze jedna správná. Za každou správně zodpovězenou otázku řešitel získává bod, za špatnou 1/3 ztrácí. Získané skóre se pohybuje od -13,3 do 40. Národních srovnávacích zkoušek z biologie v České republice využívají tři fakulty napříč třemi vysokými školami.

### Typy úloh
Test zaměřený na prověření celkového přehledu v základních oblastech biologie je sestaven z uzavřených úloh. Nejčastěji se jedná o úlohy typu „s jednou správnou odpovědí“, dále „s jednou nejpřesnější odpovědí“ a „s jednou nesprávnou odpovědí“. V zadáních se také často využívá ilustrací, grafů, fotografií či tabulek, k nimž se daná otázka vztahuje.

### Skóre (příklad dvou termínů)[14]
|                          | 1. 5. 2019 | 30. 3. 2019 | Analýza                  |
| Počet řešitelů           | 357        | 326         | Celkem = 683             |
| Průměrná vynechanost     | 17,8 %     | 15,7 %      | Průměr = 16,75 %         |
| Maximální dosažené skóre | 34,3       | 36          | Maximální hodnota = 36   |
| Minimální dosažené skóre | -4,7       | -4,3        | Minimální hodnota = -4,7 |
| Průměrné dosažené skóre  | 12,8       | 11,6        | Průměr = 12,2            |

Z výše uvedené tabulky vyplývá, že ze dvou vybraných termínů bylo z maximálního možného skóre nejvíce dosaženo v březnovém termínu roku 2019, kdy řešitel/é dosáhli skóre 36. V květnu téhož roku to pak bylo jen o 1,7 méně. Minimální hodnoty bylo dosaženo v březnu, jedná se o minusové skóre -4,7 (minimální možné skóre je -13,3). 683 řešitelů (oba termíny) průměrně vynechali zhruba šestinu otázek. Jejich průměrné dosažené skóre pak činí 12,2, což je podobný případ jako u ZSV, kde se jednalo rovněž o spíše trochu horší průměrný výsledek.

## Anglický, německý a španělský jazyk[15]
Zkouška z angličtiny/němčiny/španělštiny se zaměřuje na ověření znalostí daného jazyka v rozsahu studia na střední škole. Jedná se o test srovnávací, pro dosažená dobrého výsledku je tudíž dostačující přibližně polovina správných odpovědí. Test ověřuje jazykové dovednosti na úrovni B2 evropského referenčního rámce. Každý test se skládá z poslechu, konverzačního cvičení, gramatiky a úloh na slovní zásobu, čtení a porozumění textu. Časový limit na vyřešení 60 úloh činí 60 minut. Všechny úlohy jsou zadávány v příslušném jazyce. Minimální a maximální možné dosažené skóre je u každého jazyka různé. V České republice Národních srovnávacích zkoušek z anglického jazyka v přijímacím řízení využívá celkem šest fakult na pěti vysokých školách. Zkoušek z německého jazyka využívají čtyři fakulty na třech vysokých školách a španělského jazyka využívají dvě fakulty jedné vysoké školy.

### Anglický jazyk
Test z anglického jazyka se skládá z 60 úloh a je rozdělen do tří oddílů. První oddíl představuje poslechová část, na níž je časový limit stanoven na 23 minut. Na každý další oddíl je 20 minut. Nedoporučuje se v jednotlivých oddílech přeskakovat, stanovené časy nejsou převoditelné. Úlohy každého oddílu jsou uzavřeného typu se čtyřmi možnostmi, z nichž je jen jedna správná. Za každou správnou odpověď řešitel získává bod, za špatnou odpověď část bodu ztrácí, ovšem s výjimkou posledních 8 úloh, které jsou otevřené. Získané skóre v testu se může pohybovat od -17,3 do 60.

#### Typy úloh
První oddíl („listening“) se skládá ze dvou poslechů, ke každému se váže 6 úloh. Řešitel odpovídá na otázky vycházející z poslechu, na výběr má ze čtyř možností.
Ve druhém oddílu („reading“) řešitel pracuje se dvěma texty, na jejichž základě odpovídá na otázky. Ke každému textu se vztahuje 8 otázek, přičemž je zde opět na výběr ze čtyř možností.
Třetí oddíl („use of English“) je ve své první části zaměřený na slovní zásobu – ve dvou krátkých textech řešitel doplňuje nejvhodnější slovo, resp. vybírá jednu ze čtyř možností. V každém textu se tímto stylem vyplňuje 7 slov. Druhá část oddílu se zaměřuje rovněž na slovní zásobu, a navíc ještě na gramatiku (použití předložek, časů apod.). Opět je zde na výběr ze čtyř možností, a to celkem v 10 úlohách. Třetí a poslední část tohoto oddílu představuje tvorba slov, kde má řešitel např. nominalizovat sloveso apod. K této části se váže 8 úloh a jedná se o úlohy otevřené, není zde tedy na výběr z možností.

#### Skóre (příklad tří termínů)[16]
|                          | 7. 3. 2020 | 30. 3. 2019 | 25. 4. 2018 | Analýza                   |
| Počet řešitelů           | 1 519      | 2 445       | 1 124       | Celkem = 5 088            |
| Průměrná vynechanost     | 12,8 %     | 12,8 %      | 10,6 %      | Průměr = 12,06 %          |
| Maximální dosažené skóre | 60         | 60          | 60          | Maximální hodnota = 60    |
| Minimální dosažené skóre | -9,3       | -12,0       | -10,7       | Minimální hodnota = -12,0 |
| Průměrné dosažené skóre  | 31,0       | 25,3        | 31,2        | Průměr = 29,16            |

Z uvedené tabulky nám vychází, že dosáhnout maximálního možného skóre rozhodně není nemožné. Ve všech třech uvedených termínech bylo právě maximálních možných 60 pokaždé dosaženo. Někteří se ale přiblížili i minimálnímu možnému skóre, které činí -17,3 – minimální dosažená hodnota skóre je -12,0. Průměrně všech 5 088 řešitelů (součet všech tří termínů) dosáhlo skóre 29,16, což je již dostačující pro průměrný výsledek. Průměrná vynechanost v uvedených testech činí 12,06 % (průměr z průměru), tzn. že řešitelé v průměru vynechali zhruba osminu otázek.

### Německý jazyk
Struktura testu z německého jazyka a pravidla vyplňování testu v podstatě odpovídá testu z anglického jazyka. Rovněž se skládá z 60 úloh, časový limit je 60 minut. Je rozdělen do několika částí, přičemž se opět nedoporučuje přeskakovat z jednoho oddílu do druhého. Oproti anglickému jazyku jsou všechny otázky uzavřené, typu „s jednou správnou odpovědí“, na výběr má řešitel klasicky ze čtyř možností. Za každou správnou odpověď získává bod, naopak za špatnou odpověď je část bodu stržena. Stejně tak bodování je od angličtiny trochu odlišné, a sice nejnižším možným skóre. Rozsah získaných bodů tedy může pohybovat mezi -20,0 až 60.

#### Typy úloh
Schéma úloh opět kopíruje strukturu testu z německého jazyka. První část testu, nazvaná „hören“, představuje opět poslech, k němuž se vztahuje 12 úloh.
Další částí je konverzace („konversation“), kde má řešitel celkem ve 12 úlohách vybrat vhodnou reakci na větu v zadání.
Třetí část, „text lesen und verstehen“, je zaměřena na schopnost porozumění textu a na práci s textem. Řešitel pracuje se dvěma krátkými texty a vybírá odpověď celkem ve 12 úlohách.
V další části, „komplexe übungen“, se pracuje se slovní zásobou a schopností vybrat vhodné, ve větě záměrně vynechané, slovo. Ve 12 úlohách se vybírá jedna správná možnost ze čtyř nabízených alternativ.
Následuje část „grammatik und wortschatz“, která je zaměřená na gramatiku a opět na slovní zásobu. Ve 12 úlohách prověřuje jak znalost slovíček, tak jazykové dovednosti v oblastech gramatiky jako časování, předložky, časy apod.

#### Skóre (příklad dvou termínů)[17]
|                          | 30. 3. 2019 | 28. 4. 2018 | Analýza                 |
| Počet řešitelů           | 91          | 56          | Celkem = 147            |
| Průměrná vynechanost     | 6,0 %       | 12,0 %      | Průměr = 9 %            |
| Maximální dosažené skóre | 60          | 58,7        | Maximální hodnota = 60  |
| Minimální dosažené skóre | 7,3         | 6,7         | Minimální hodnota = 6,7 |
| Průměrné dosažené skóre  | 41,2        | 30,3        | Průměr = 35,75          |

V uvedené tabulce vidíme, že maximálního dosaženého skóre bylo opět, jako v případě anglického jazyka, dosaženo. Druhý termín se v nejlepším výsledku liší pouze o 1,3, což je rozhodně velice dobrý výsledek. Nejméně je možno dosáhnout skóre -20,0, do minusových hodnot se ale nepodařilo dostat nikomu. Minimální hodnotou je skóre 6,7. Vidíme, že řešitelů testu z německého jazyka není mnoho, z uvedených dvou termínů je to celkem pouze 147 osob. Průměrně dosáhli skóre 35,75, což je o 6,59 více než v případě angličtiny a takovýto výsledek můžeme tudíž považovat za velmi dobrý. I průměrná vynechanost je na tom v případě německého jazyka lépe – v průměru řešitelé vynechali 9 % úloh, což je zhruba o 3 % méně než u anglického jazyka.

### Španělský jazyk[17]
U testu ze španělského jazyka opět platí to samé jako u předchozích dvou testů. Obsahuje 60 otázek, na jejich vypracování je 60 minut. Opět platí pravidlo nepřeskakování do jiných oddílů. Jedná se o uzavřené úlohy se čtyřmi možnostmi, kde je jen jedna správná odpověď. Za správně zodpovězenou úlohu se počítá jeden bod, za špatnou odpověď je část bodu stržena. Výjimkou je posledních 5 úloh, které jsou otevřené a není zde na výběr z možností. Rozsah možného skóre činí od -18,3 do 60.

#### Typy úloh
Typově úlohy ze španělského jazyka opět odpovídají koncepci testu z angličtiny a němčiny. Klasicky se začíná poslechovou částí („comprensión auditiva“), k níž se vztahují dva poslechy. Na základě první nahrávky se vybírá odpověď ze 7 úloh, v případě druhého poslechu pak z 5 úloh.
Další část představuje opět práce s textem, respektive jeho porozumění („comprensión de lectura“). Po přečtení daného textu řešitel odpovídá na 6 otázek.
V následující části je velký prostor je vymezen pro gramatiku a slovní zásobu („gramática y vocabulario“), celkem se jedná o 25 úloh. V této části se prověřují klasické gramatické jevy či schopnost porozumění určitým výrazům.
Ve čtvrté části najdeme 12 úloh, které se opět vztahují ke slovní zásobě a rovněž schopnosti porozumění podstatě sdělení určité promluvy. Řešitel má vybrat z nabízených možností vhodné slovo, které bylo ve větách záměrně vynecháno.
Poslední část („formación de palabras“) je tvořena 5 otevřenými úlohami, které se zaměřují tvorbu slov, opět např. formou nominalizace.

#### Skóre (příklad dvou termínů)
|                          | 30. 3. 2019 | 28. 4. 2018 | Analýza                  |
| Počet řešitelů           | 52          | 39          | Celkem = 91              |
| Průměrná vynechanost     | 12,8 %      | 13,1 %      | Průměr = 12,95 %         |
| Maximální dosažené skóre | 52,3        | 57,3        | Maximální hodnota = 57,3 |
| Minimální dosažené skóre | -1,0        | 3,0         | Minimální hodnota = -1,0 |
| Průměrné dosažené skóre  | 28,6        | 23,0        | Průměr = 25,8            |

O NSZ ze španělského jazyka je celkem přirozeně vůbec nejmenší zájem. Vidíme, že z uvedených dvou termínů se testů zúčastnilo pouze 91 osob. Je tomu tak z důvodu, že většina škol pochopitelně vyžaduje primárně angličtinu, případně němčinu. Některé školy také umožňují vlastní volbu jazyka, ze kterého chtějí uchazeči NSZ podstoupit (tak je tomu nicméně pouze v případě PA ČR v Praze, Fakulta bezpečnostního managementu a Fakulta bezpečnostně právní). Nicméně, vidíme, že maximální hodnoty dosaženého skóre jsou opět dosti vysoké a blíží se maximální možné hodnotě 60. Nejvyšší skóre tedy činí 57,3. Naopak minimální dosaženou hodnotou bylo -1,0, přičemž nejnižší možné skóre je -18,3. Průměrně pak všech 91 řešitelů dosáhlo skóre 25,8, což je opět považováno za průměrný výsledek. Průměrná vynechanost se blíží hodnotě jako u anglického jazyka, kde řešitelé vynechali v průměru zhruba osminu otázek.

## Fakulty akceptující výsledky NSZ[18]
| Město             | Vysoká škola                               | Fakulta                                                          | Typ testu |
| Brno              | Mendelova univerzita                       | Fakulta regionálního rozvoje a mezinárodních studií              | § Obecné studijní předpoklady(nebo Všeobecné studijné predpoklady) |
| Brno              | Mendelova univerzita                       | Provozně ekonomická fakulta                                      | § Obecné studijní předpoklady(nebo Všeobecné studijné predpoklady) |
| Brno              | Masarykova univerzita                      | Ekonomicko-správní fakulta (9 programů)                          | § Obecné studijní předpoklady(nebo Všeobecné studijné predpoklady) |
| Brno              | Masarykova univerzita                      | Fakulta informatiky                                              | § Obecné studijní předpoklady(nebo Všeobecné studijné predpoklady) Matematika |
| Brno              | Masarykova univerzita                      | Fakulta sociálních studií                                        | § Obecné studijní předpoklady(váha 0,8) Základy společenských věd(váha 1,2) |
| Brno              | Masarykova univerzita                      | Přírodovědecká fakulta (14 programů)                             | § Obecné studijní předpoklady(nebo Všeobecné studijné predpoklady) |
| Brno              | Veterinární univerzita Brno                | Fakulta veterinární hygieny a ekologie (4 programy)              | § Obecné studijní předpoklady(nebo Všeobecné studijné predpoklady) |
| Brno              | Vysoké učení technické                     | Fakulta elektrotechniky a komunikačních technologií (2 programy) | § Obecné studijní předpoklady(nebo Všeobecné studijné predpoklady) Matematika |
| Brno              | Vysoké učení technické                     | Fakulta architektury (Architektura)                              | § Obecné studijní předpoklady(nebo Všeobecné studijné predpoklady) |
| Brno              | Vysoké učení technické                     | Fakulta informačních technologií                                 | § Obecné studijní předpoklady(nebo Všeobecné studijné predpoklady) Matematika |
| Brno              | Vysoké učení technické                     | Fakulta podnikatelská                                            | § Obecné studijní předpoklady(nebo Všeobecné studijné predpoklady) |
| Brno              | Vysoké učení technické                     | Fakulta stavební (5 programů)                                    | § Obecné studijní předpoklady(nebo Všeobecné studijné predpoklady) - Architektura pozemních staveb § Obecné studijní předpoklady(nebo Všeobecné studijné predpoklady) Matematika - ostatní programy |
| Brno              | Vysoké učení technické                     | Fakulta strojního inženýrství                                    | § Matematika |
| České Budějovice  | Jihočeská univerzita                       | Ekonomická fakulta                                               | § Obecné studijní předpoklady |
| České Budějovice  | Jihočeská univerzita                       | Pedagogická fakulta (Psychologie)                                | § Obecné studijní předpoklady(nebo Všeobecné studijné predpoklady) |
| Hradec Králové    | Univerzita Hradec Králové                  | Fakulta informatiky a managementu (2 programy)                   | § Matematika |
| Hradec Králové    | Univerzita Karlova                         | Farmaceutická fakulta (2 programy)                               | § Obecné studijní předpoklady(nebo Všeobecné studijné predpoklady) Biologie Chemie |
| Jindřichův Hradec | Vysoká škola ekonomická                    | Fakulta managementu                                              | § Obecné studijní předpoklady(nebo Všeobecné studijné predpoklady) |
| Liberec           | Technická univerzita v Liberci             | Ekonomická fakulta                                               | § Obecné studijní předpoklady Anglický jazyk |
| Liberec           | Technická univerzita v Liberci             | Fakulta přírodovědně-humanitní a pedagogická                     | § Obecné studijní předpoklady(nebo Všeobecné studijné predpoklady) |
| Mladá Boleslav    | ŠkodaAuto VŠ                               |                                                                  | § Obecné studijní předpoklady |
| Olomouc           | Univerzita Palackého                       | Fakulta tělesné kultury (7 programů)                             | § Obecné studijní předpoklady(nebo Všeobecné studijné predpoklady) |
| Olomouc           | Univerzita Palackého                       | Filozofická fakulta (4 programy)                                 | § Obecné studijní předpoklady(nebo Všeobecné studijné predpoklady) Základy společenských věd |
| Olomouc           | Univerzita Palackého                       | Právnická fakulta (3 programy)                                   | § Základy společenských věd - Evropská studia § Obecné studijní předpoklady Základy společenských věd - ostatní programy                                                                            |
| Olomouc           | Univerzita Palackého                       | Přírodovědecká fakulta                                           | § Obecné studijní předpoklady(nebo Všeobecné studijné predpoklady) Matematika |
| Opava             | Slezská univerzita                         | Fakulta veřejných politik (3 programy)                           | § Obecné studijní předpoklady |
| Ostrava           | Vysoká škola báňská – Technická univerzita | Ekonomická fakulta                                               | § Obecné studijní předpoklady(nebo Všeobecné studijné predpoklady) |
| Ostrava           | Vysoká škola báňská – Technická univerzita | Fakulta bezpečnostního inženýrství                               | |
| Ostrava           | Vysoká škola báňská – Technická univerzita | Fakulta elektrotechniky a informatiky                            | § Obecné studijní předpoklady |
| Ostrava           | Vysoká škola báňská – Technická univerzita | Hornicko-geologická fakulta                                      | |
| Pardubice         | Univerzita Pardubice                       | Fakulta ekonomicko-správní                                       | § Obecné studijní předpoklady |
| Plzeň             | Západočeská univerzita                     | Fakulta aplikovaných věd                                         | § Obecné studijní předpoklady § Matematika |
| Plzeň             | Západočeská univerzita                     | Fakulta ekonomická                                               | § Obecné studijní předpoklady (nebo Všeobecné studijné predpoklady) § Matematika § Anglický jazyk § Německý jazyk                                                                                   |
| Plzeň             | Západočeská univerzita                     | Fakulta elektrotechnická                                         | § Obecné studijní předpoklady § Matematika |
| Plzeň             | Západočeská univerzita                     | Fakulta právnická (3 programy)                                   | § Obecné studijní předpoklady § Základy společenských věd |
| Plzeň             | Západočeská univerzita                     | Fakulta strojní                                                  | § Obecné studijní předpoklady § Matematika |
| Praha             | CEVRO Institut                             |                                                                  | § Obecné studijní předpoklady § Základy společenských věd |
| Praha             | České vysoké učení technické               | Fakulta architektury (3 programy)                                | § Obecné studijní předpoklady(Všeobecné studijné predpoklady) |
| Praha             | České vysoké učení technické               | Fakulta elektrotechnická                                         | § Obecné studijní předpoklady § Matematika |
| Praha             | České vysoké učení technické               | Fakulta informačních technologií                                 | § Obecné studijní předpoklady(Všeobecné studijné predpoklady) § Matematika |
| Praha             | České vysoké učení technické               | Fakulta stavební                                                 | § Matematika |
| Praha             | Policejní akademie ČR                      | Fakulta bezpečnostního managementu                               | § Obecné studijní předpoklady § Anglický /německý /španělský jazyk |
| Praha             | Policejní akademie ČR                      | Fakulta bezpečnostně právní                                      | § Základy společenských věd § Anglický/německý/španělský jazyk |
| Praha             | Univerzita Karlova                         | Fakulta sociálních věd (9 programů)                              | § Obecné studijní předpoklady § Matematika § Anglický jazyk |
| Praha             | Univerzita Karlova                         | Právnická fakulta (Právo a právní věda)                          | § Obecné studijní předpoklady § Základy společenských věd |
| Praha             | Univerzita Karlova                         | Přírodovědecká fakulta (11 programů)                             | § Obecné studijní předpoklady § Základy společenských věd |
| Praha             | Unicorn University                         |                                                                  | § Obecné studijní předpoklady(Všeobecné studijné predpoklady) |
| Praha             | Vysoká škola ekonomická                    | Fakulta informatiky a statistiky (3 obory)                       | § Obecné studijní předpoklady(Všeobecné studijné predpoklady) |
| Praha             | Vysoká škola ekonomická                    | Národohospodářská fakulta                                        | § Obecné studijní předpoklady(Všeobecné studijné predpoklady) |
| Praha             | Vysoká škola ekonomie a managementu        | 5 programů                                                       | § Obecné studijní předpoklady(Všeobecné studijné predpoklady) |
| Praha             | Vysoká škola chemicko-technologická        | Fakulta technologie ochrany prostředí                            | § Obecné studijní předpoklady(Všeobecné studijné predpoklady) § Matematika § Biologie § Chemie |
| Ústí nad Labem    | Univerzita J. E. Purkyně                   | Fakulta sociálně ekonomická                                      | § Obecné studijní předpoklady(Všeobecné studijné predpoklady) |
| Ústí nad Labem    | Univerzita J. E. Purkyně                   | Pedagogická fakulta (1 program)                                  | § Obecné studijní předpoklady |
| Zlín              | Univerzita Tomáše Bati                     | Fakulta managementu a ekonomiky (5 programů)                     | § Obecné studijní předpoklady(Všeobecné studijné predpoklady) |
| Zlín              | Univerzita Tomáše Bati                     | Fakulta humanitních studií (5 oborů)                             | § Obecné studijní předpoklady(Všeobecné studijné predpoklady) § Anglický jazyk § Německý jazyk § Biologie                                                                                           |

## Porovnání známek na vysvědčení s výsledky jednotných testů
V průzkumu z roku 2018 byly porovnány výsledky 2 563 dívek a 2 317 chlapců posledních ročníků základních škol, kteří prošli srovnávacím testem poskytnutým firmou Scio, s jejich známkami na vysvědčení z 9. tříd. Bylo zjištěno, že dívky mírně překonávají chlapce v českém jazyce a chlapci překonávají dívky v matematice, přestože na vysvědčení mívají dívky lepší známky než chlapci z obou předmětů. „U rozdílů ve známkování mezi chlapci a dívkami nelze posoudit, zda jde o důsledek favorizování dívek nebo o znevýhodňování chlapců. I v odborné literatuře se lze setkat s explicitním označením „protimužské zaujetí při známkování“. Z pohledu žáků obě dvě interpretace pravděpodobně také splývají, pokud učitel favorizuje dívky, chlapci to mohou vnímat jako své znevýhodňování.“ 